# Havasi Kornél
Havasi Kornél (Budapest, 1892. január 10. – Bruck an der Leitha, 1945. január 15.) magyar sakkozó, sakkmester, kétszeres sakkolimpiai bajnok és kétszeres ezüstérmes hivatalos olimpián, emellett egy arany és egy ezüstérmet szerzett nemhivatalos olimpiákon, magyar sakkbajnok, sakkfeladványszerző, sakkszakíró, postaszámvizsgáló.

## Életútja
Budapesten született Havasi Imre hivatalnok és Kohn Hermina gyermekeként. 
Neves magyar mester, aki külföldi versenyen csak hivatali szabadságideje terhére vehetett részt, ezért általában csak az olimpiákon indult. Állandó résztvevője volt a magyar bajnokságoknak számító nemzeti mesterversenyeknek. 1922-ben 1. helyezést, 1928-ban és 1937-ben 2. helyezést ért el. A Pesti Hírlap csapatának volt tagja. Fiatalon feladványokat szerzett, de hamar abbahagyta. Sakkrovatvezető volt a budapesti sajtóban megszakítással 12 éven át.
Bruck an der Leithában munkaszolgálat közben érte a halál.

## Olimpiai szereplései
7 hivatalos olimpián 90 partit játszott magyar színekben és 61 pontot szerzett. Összesen 2 alkalommal nyert aranyérmet és 2 alkalommal ezüstérmet a magyar csapattal. Ezzel az olimpiai érmek számát tekintve dr. Vajda Árpáddal és Steiner Endrével holtversenyben vezeti a képzeletbeli örökranglistát! Ha ehhez még hozzávesszük az 1924-es és az 1936-os nemhivatalos sakkolimpiákon szerzett egy ezüst és egy aranyérmét, akkor teljesítményét mindenképpen a legfényesebbek között kell számon tartanunk.
| Év   | Olimpia                           | Helyszín                         | Tábla | Győzelem | Vereség | Döntetlen | %    | Helyezés egyéni | Helyezés csapat |
| 1924 | Első nemhivatalos sakkolimpia     | Párizs ( Franciaország)          | 4     | 6        | 5       | 2         | 53.8 | 9               | Ezüstérem       |
| 1927 | 1. sakkolimpia                    | London ( Egyesült Királyság)     | 4     | 4        | 1       | 3         | 68.8 | 7               | Aranyérem       |
| 1928 | 2. sakkolimpia                    | Hága ( Hollandia)                | 4     | 6        | 1       | 9         | 65.6 | 9               | Aranyérem       |
| 1930 | 3. sakkolimpia                    | Hamburg ( Németország)           | 4     | 10       | 0       | 4         | 85.7 | 5               | Ezüstérem       |
| 1931 | 4. sakkolimpia                    | Prága ( Csehszlovákia)           | 4     | 7        | 4       | 3         | 60.7 | 9               | 10              |
| 1933 | 5. sakkolimpia                    | Folkestone ( Egyesült Királyság) | 4     | 5        | 1       | 6         | 66.7 | 4               | 5               |
| 1935 | 6. sakkolimpia                    | Varsó ( Lengyelország)           | 3t    | 5        | 0       | 6         | 72.7 | Ezüstérem       | 4               |
| 1936 | Harmadik nemhivatalos sakkolimpia | München ( Németország)           | 4     | 4        | 0       | 12        | 62.5 |                 | Aranyérem       |
| 1937 | 7. sakkolimpia                    | Stockholm ( Svédország)          | 4     | 6        | 4       | 5         | 56.7 | 8               | Ezüstérem       |

Olimpiai eredményeinek emlékét a világon egyedülállő sakkolimpiai emlékmű is őrzi Pakson.

## Kiemelkedő versenyeredményei
- 1. helyezés: Budapest (1911)
- 1-2. helyezés: Budapest (1920)
- 1. helyezés: Magyar bajnok Budapest (1922)
- 3. helyezés: Budapest (1923);
- 3-4. helyezés: Budapest (1926)
- 2. helyezés: Magyar bajnokság Budapest (1928)
- 1. helyezés: Mezőkövesd (1929)
- 3-4. helyezés: Milánó (1938)
- 4-6. helyezés: Déri emlékverseny, Budapest (1939)

## Játékereje
A Chessmetrics historikus pontszámításai szerint a legmagasabb Élő-pontszáma 2591 volt 1930 augusztusában, amellyel akkor 25. volt a világranglistán. A világranglistán a legelőkelőbb helyezése a 24. volt 1930 decemberben. A legmagasabb egyénileg teljesített performance-értéke 2603 volt, amelyet 1935-ben a Varsóban rendezett nemzetközi versenyen ért el.

## Megjelent könyvei
- A soproni jubiláris sakkverseny 1934, Mérnökök nyomdája, Budapest, 1935